# Regina Tamés Noriega
Regina Tamés Noriega es una abogada mexicana especializada en temas de derechos humanos. Es Licenciada en Derecho por la Universidad Iberoamericana y tiene una Maestría en Derecho Internacional del Washington College of Law, de la American University.

## Trayectoria
Regina Tamés tiene amplia experiencia en el tema de derechos humanos, en particular en la promoción de derechos reproductivos de la mujer. Desde abril de 2011 se desempeña como Directora Ejecutiva del Grupo de Información de Reproducción Elegida (GIRE), una asociación civil que recopila, sistematiza y difunde información sobre derechos reproductivos. 
Previamente colaboró con la Oficina del Alto Comisionado de las Naciones Unidas para Derechos Humanos en México, como Coordinadora del Área de Fortalecimiento Institucional y Organizaciones de la Sociedad Civil y con la Federación de Planificación Familiar de América.
Tamés también trabajó para el Centro de Derechos Reproductivos, el Centro por la Justicia y Derecho Internacional (CEJIL) y la Comisión Interamericana de Derechos Humanos.
En el ámbito académico, ha impartido clases en la Maestría de Derechos Humanos en la Universidad Iberoamericana. 

## Apariciones públicas
Respecto a las iniciativas de aborto llevadas a cabo en 2012, Tamés comentó en el programa El Mañanero puntos relacionados con las reformas propuestas respecto al tema del aborto en México. Tamés habló sobre la violencia institucional ejercida por parte del personal de salud hacia las mujeres y la criminalización de las mismas debido a la práctica del aborto o, incluso por la sospecha de dicha práctica. La Directora de GIRE abogó por una “interpretación progresista que pueda garantizar los derechos de todas las mujeres”.
En mayo de 2014 en el programa Por la mañana, conducido por Ciro Gómez Leyva, la directora de GIRE afirmó que “algo interesante es que en contra de las argumentaciones de la arquidiócesis,  es que aquí todos estamos por la vida, lo que pasa es que nosotras estamos fijándonos en el derecho de las vida de las mujeres”. También en el mes de mayo, en entrevista con Carlos Puig, Tamés habló respecto a la campaña de lactancia emitida por el GDF: “El tema de fondo es que una campaña de lactancia no puede estar alejada de un diagnóstico de cuáles son las razones reales por las que cuales las mujeres no lactan y también analizar cosas que ya se saben como el tema de que no hay políticas públicas que permitan que las mujeres estén lactando, quienes sí lo desean hacer.” 

## Publicaciones y artículos
Entre sus publicaciones se encuentran: 
- Marco internacional de las medidas especiales Temporales,[6] coautora. Diciembre 2007. Defensor. Comisión de Derechos Humanos de Distrito Federal.
- Educación legal con Perspectiva de Género.[7] Biblioteca Jurídica Virtual del Instituto de Investigaciones Jurídicas de la UNAM.
- Las mujeres sostienen más de la mitad del cielo.[8] Consejo Nacional para Prevenir la Discriminación.